# Río Abiseo
Río Abiseo je područje između dolina rijeka Marañón i Huallaga u peruanskoj pokrajini Mariscal Cáceres (San Martín departman), nadmorske visine u rasponu od 350 do 4.200 metara. 70% njegove površine prekriva Nacionalni park Río Abiseo  koji je osnovan 1983. godine kako bi se zaštitila njegova velika bioraznolikost kišnih šuma Anda i veliki broj endema, ali i 36 pretkolumbovskih arheoloških lokaliteta koji oslikavaju jasnu sliku andskih kultura prije Inka. Zbog toga je njegovih 2.745,2 km² upisano na UNESCO-ov popis mjesta svjetske baštine u Americi 1990. godine.

## Prirodne odlike
Unutar granica NP Río Abiseo nalaze se tri zemljopisno udaljene ekoregije: kišna šuma Ucayali na nižim visinama, peruvanska yunga (ajmarski za "topla zemlja") šuma u srednjim zonama i páramo šuma središnjih Kordiljera. Zapravo u Río Abiseu se nalazi sedam klimatskih zona: planinska šuma (koja prekriva većinu parka se sastoji od niskih stabala, mahovine i lišajeva), tropska planinska šuma, planinska kišna šuma, tropska kišna šuma, visokoandske livade (puna) i suha šuma. Vlažnost je velika i količina padalina se proteže od 0,5 do 2 m godišnje, zbog čega je tlo izrazito kiselo. Ipak unutar parka ima oko 5.000 vrsta biljaka od kojih 980 vrsta obitava na velikim visinama, a 13 ih je endemskih i obitavaju isključivo u parku.
Endemski žutorepi vunasti majmun (Oreonax flavicauda), za kojega se mislilo kako je istrijebljen, je uoćen u parku. On je jedan od razloga osnutka parka, ali i njegova upisa na UNESCO-ovu svjetsku baštinu. Ostale ugrožene životinje koje obitavaju u parku su: medvjed naočar, dugodlaki majmun-pauk (Ateles belzebuth), peruanski guemal (Hippocamelus antisensis), planinska paka (Cuniculus taczanowskii), žutoobrvasti tukan (Aulacorhynchus huallagae), crvenoplašta pećnićarka (Phacellodomus berlepschi ), itd.

## Arheološki lokaliteti
Unutar granica parka nalazi se 36 arheoloških lokaliteta na visinama od 2.500-4.000 metara, za koje se pretpostavlja da pripadaju pretkolumbovskoj kulturi Chachapoya. Špilja Manachagui se nalazi na zapdnom kraju parka, daleko od drugih arheoloških lokaliteta, i u njoj su pronađeni dokazi ljudskog obitavanja od 6000. – 1800. pr. Kr., u najstarijem razdoblju, pa sve do 16. stoljeća. Najpoznatija prapovijesna naselja su u dolini rijeke Montecristo, nastala oko 4000. pr. Kr., ili u razdoblju od 200. pr. Kr.-600. god.:
- Gran Pajaten ima površinu od oko 4 ha, gdje su otkrivene i djelomično otkopane 16 kružnih i dvije pravokutne građevine. Jedna kružna, koja je najbolje istražena, ima dva ukrašena kata od kojih je na donjem prikazano 10 originalnih antrpomorfnih figura. Datiranjem ugljikom 12 utvrđeno je kako su postojala dva razdoblja njihovog procvata, od 900. – 200. pr. Kr. i od 200. – 600. godine.
- Cerro Central je naselje nasuprot Gran Pajatenu, s druge strane rijeke Montecristo, s oko 200 građevina koje su ukrašene na sličan način kao one u Gran Pajatenu. Ukrasi figurica ljudi i stiliziranih ptica od tankih kamenih ploča, umetnutih u zidove građevina, su karakterističan ukras tzv. Rio Abiseo kulture.
- Los Pinchudos je pravokutni grobni kompleks između naselja Las Papayas i Gran Pajaten u kojemu se nalaze maleni tumuli i niše uklesane u litice. Četiri grobnice su ukrašene izvrno sačuvanim meandrima i cik-cak ornamentima. Krovna greda druge grobnice (br. 5.) je ukrašena s 5 drvenih figura u stilu kulture Chimu.
- La Playa - 25 građevina i kamenih krugova na području od 10 ha, smještenih na uzdignutoj terasi iznad rijeke. Jedna građevina, promjera 14,7 m je izgrađena od fino klesanog kamena s ukrašenim vijencem i vjerojatno je imala obrednu ulogu.
- Las Papayas ima skoro 100 građevina, skoro sve od klesanog kamena, na 16 vještačkih terasa.

## Vanjske poveznice
- Službena stranica parka  Arhivirana inačica izvorne stranice od 20. kolovoza 2009. (Wayback Machine) (šp.)
- Protected areas programme  Arhivirana inačica izvorne stranice od 10. srpnja 1997. (Wayback Machine)
- Bibliography of current research in RANP  Arhivirana inačica izvorne stranice od 30. ožujka 2012. (Wayback Machine) (engl.)